# Ispendža
Ispendža (osmanski turski ispence > latinski spensa, trošak), vrsta poreza. Spada u zemljarine. Plaćala ga je kršćanska raja u Osmanskom Carstvu spahijama na zemlju koju su obrađivali. Iznosio je obično 25 akča po kućanstvu, bez obzira na imovinsko stanje pojedine obitelji. Ispendža je bila viša od istovrsnog poreza koji je plaćala muslimanska raja, resm-i čift. U Slavoniji se ova zemljarina naziva resm-i kapu (pristojba na vrata, porta). Pristojba na čift iznosila je 25 akča. "Porta" je iznosila 40 akča. Porezna nejednakost u korist muslimana a na štetu kršćana bio je razlog prelaska dijela kršćana na islam.